# Shigehara Takehito
Takehito Shigehara (sinh ngày 6 tháng 10 năm 1981) là một cầu thủ bóng đá người Nhật Bản.

## Sự nghiệp câu lạc bộ
Takehito Shigehara đã từng chơi cho Vissel Kobe, Kawasaki Frontale, Kashiwa Reysol, Sanfrecce Hiroshima và Ventforet Kofu.